# Through the Looking Glass (album de Toto)
Pour les articles homonymes, voir Through the Looking Glass.
Albums de Toto
Livefields
(1999) Live in Amsterdam
(2003)
Through the Looking Glass (ou TTLG) est le onzième disque studio du groupe californien Toto, sorti en 2002. Il s'agit d'un album de reprise auto-produit par le groupe, qui va quelque peu décevoir les fans[réf. nécessaire].

## Titres
| No  | Titre                                            | Auteur                | Artiste original         | Durée |
| --- | ------------------------------------------------ | --------------------- | ------------------------ | ----- |
| 1.  | Could You Be Loved                               | Marley                | Bob Marley & the Wailers | 3:47  |
| 2.  | Boddhisattva                                     | Becker, Fagen         | Steely Dan               | 4:51  |
| 3.  | While My Guitar Gently Weeps                     | Harrison              | The Beatles              | 5:15  |
| 4.  | I Can't Get Next to You                          | Strong, Whitfield     | Al Green                 | 4:04  |
| 5.  | Living for the City                              | Wonder                | Stevie Wonder            | 5:49  |
| 6.  | Maiden Voyage / Butterfly                        | Hancock               | Herbie Hancock           | 7:33  |
| 7.  | Burn Down the Mission                            | John, Taupin          | Elton John               | 6:28  |
| 8.  | Sunshine of Your Love                            | Brown, Bruce, Clapton | Cream                    | 5:13  |
| 9.  | House of the Rising Sun                          | traditionnel          | The Animals              | 4:40  |
| 10. | Watching the Detectives                          | Costello              | Elvis Costello           | 4:04  |
| 11. | It Takes a Lot to Laugh, It Takes a Train to Cry | Dylan                 | Bob Dylan                | 3:52  |

## Musiciens
- Steve Lukather : guitares, chant
- David Paich : claviers, chant
- Bobby Kimball : chant
- Simon Phillips : batterie, percussions
- Mike Porcaro : basse